# Schlacht bei Hondschoote
1792

Porrentruy – Marquain – Quiévrain – Verdun – Thionville – Valmy – Lille – Mainz (1792) – Jemappes
1793

Aldenhoven I – Namur – Neerwinden – Mainz (1793) – Famars – Valenciennes (1793) – Arlon (1793) – Hondschoote – Meribel – Avesnes-le-Sec – Pirmasens – Toulon – Fontenay-le-Comte – Cholet – Lucon – Trouillas – Dünkirchen – Le Quesnoy – Menin I – Wattignies – Weißenburg I – Biesingen – Kaiserslautern I – Weißenburg II
1794

Boulou – Landrecis – Menin II – Mouscron – Martinique – Guadeloupe – Tourcoing – Tournai – Kaiserslautern II – San-Lorenzo de la Muga – 13. Prairial – Fleurus – Kaiserslautern III – Vosges – Aldenhoven II
1795

Cornwallis’ Rückzug – Genua – Groix – Hyeres – Handschuhsheim – Mainz (1795) – Mannheim – Loano
1796

Montenotte – Millesimo – Dego – Mondovì – Lodi – Borghetto – Castiglione – Mantua – Siegburg – Altenkirchen – Wetzlar – Kircheib – Kehl – Kalteiche – Friedberg  – Malsch – Neresheim – Sulzbach – Deining – Amberg – Würzburg – Neufundland – Rovereto – Bassano – Limburg – Biberach I – Emmendingen – Schliengen – Caldiero – Arcole – Irland
1797

Fall von Kehl – Rivoli (1797) – St. Vincent – Diersheim – Santa Cruz – Neuwied – Camperduin
Die Schlacht bei Hondschoote war eine Auseinandersetzung zwischen den Truppen der französischen Republik und Einheiten der Alliierten während des ersten Koalitionskrieges am 8. September 1793. Infolge des Sieges der französischen Nordarmee unter General Houchard musste der Herzog von York die Belagerung von Dünkirchen aufgeben.

## Hintergrund
Anfang 1792 kam es zur Bildung einer ersten großen Koalition gegen das revolutionäre Frankreich. In deren Folge mussten die französischen Truppen zunächst zurückweichen. Innenpolitisch trug dies zur Radikalisierung und zur Errichtung der Jakobinerherrschaft bei. Militärisch hatte dies eine Revolutionierung der französischen Kriegsführung unter anderem die Schaffung der Levée en masse zur Folge.
Nachdem die alliierte Armee in Flandern unter Prinz Josias von Sachsen-Coburg-Saalfeld im Sommer 1793 sowohl Condé-sur-l’Escaut als auch Valenciennes erfolgreich belagert hatte, wurde ein Korps von 35.000 Mann unter dem Herzog von York zur Belagerung von Dünkirchen abgestellt. Dieses begann Ende August mit der Belagerung der von etwa 8.000 Franzosen unter Joseph Souham verteidigten Festung, deren Besitz von britischer Seite bei früheren Verhandlungen der Alliierten gefordert worden war.

## Verlauf

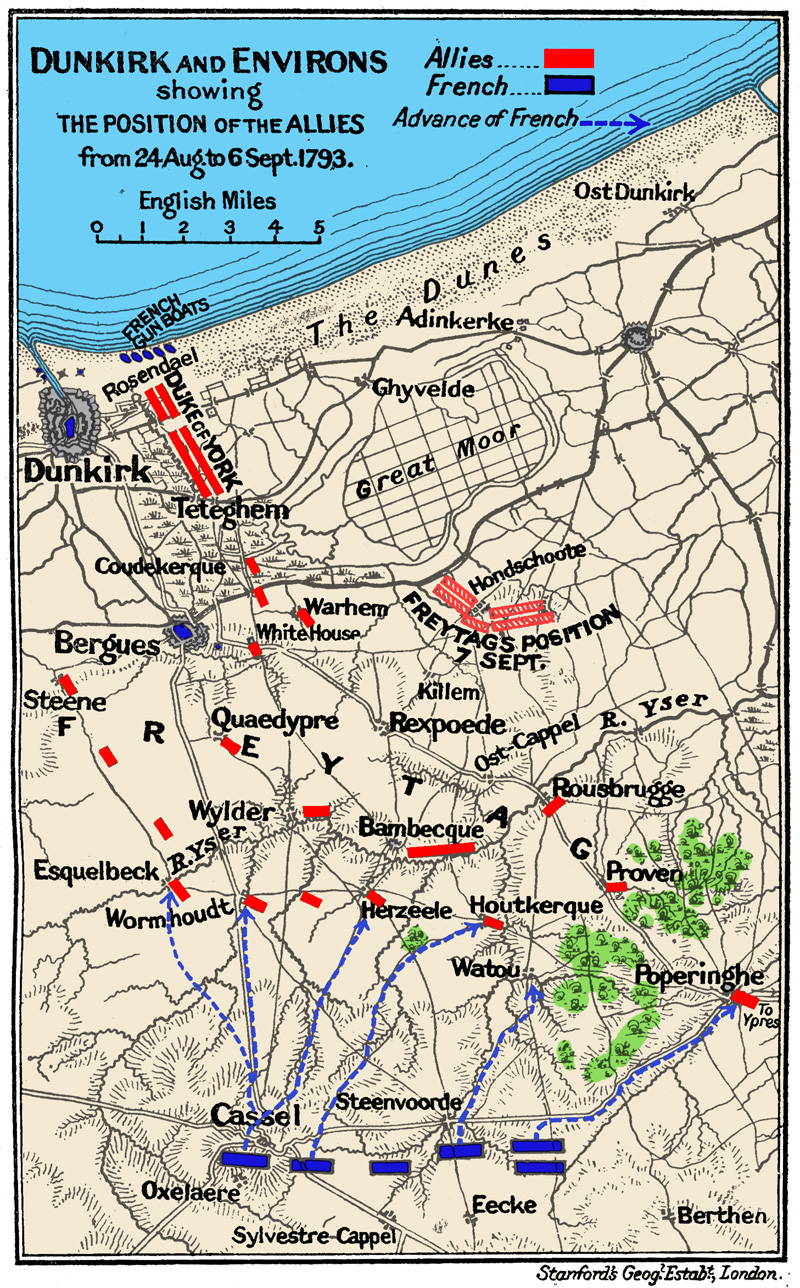
Positionen der gegnerischen Heere

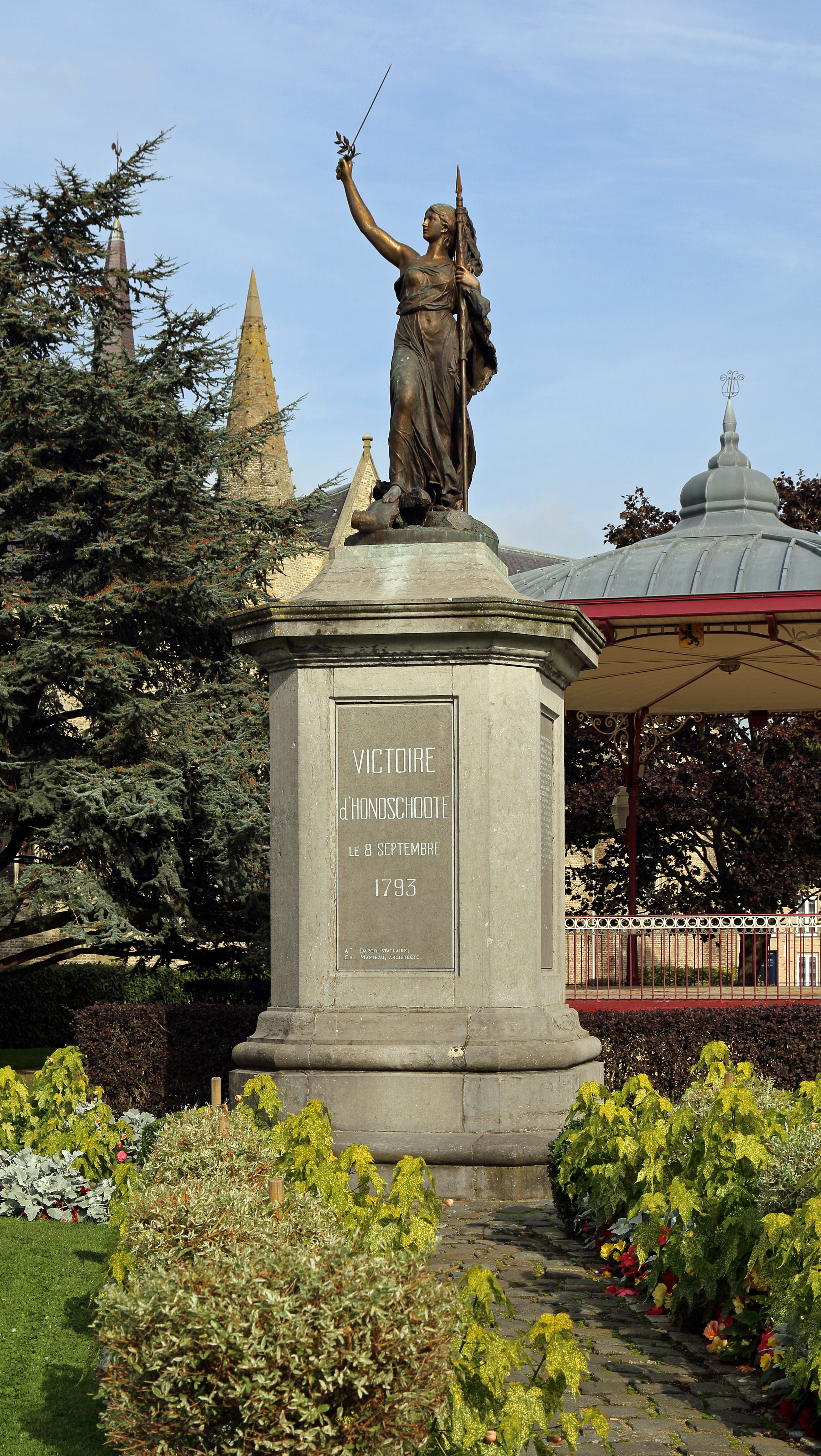
Hondschoote: Denkmal der Schlacht

Vor diesem Hintergrund kam es im Herbst 1793 zu einer Kriegswende. Am 8. September trafen die Armeen bei Hondschoote im französischen Teil Flanderns (Region Nord-Pas-de-Calais) in einer Schlacht aufeinander. Die französische Armee stand dabei unter der Führung des Generals Jean-Nicolas Houchard, hier waren auch Guillaume-Marie-Anne Brune sowie Jean Baptist Bernadotte – der spätere Karl XIV Johann von Schweden – beteiligt. Die alliierten Truppen setzten sich vor allem aus Briten, Hannoveranern und Österreichern zusammen. Befehligt wurden sie von dem hannoverschen Marschall Wilhelm von Freytag, der den linken Flügel der Alliierten führte und Yorks Belagerungstruppen decken sollte. Die österreichischen Einheiten standen unter dem Kommando von Joseph Alvinczy von Berberek. Die französische Armee kam am 6. September aus Richtung Steenvorde und Bailleul und drängte die alliierten Truppen bis nach Hondschoote zurück. Diese Position wurde am 8. September erobert.
Der hessische Generalmajor Cochenhausen wurde schwer verletzt und starb zwei Tage später in französischer Gefangenschaft.

## Folgen
Infolge der Niederlage bei Hondschoote musste der Herzog von York die Belagerung von Dünkirchen aufgeben. Nach der Niederlage der Österreicher in der Schlacht bei Wattignies am 14. und 16. Oktober 1793 mussten sich alle Interventionsstreitkräfte aus Nordfrankreich zurückziehen. Auch die in Toulon gelandeten britischen Truppen konnten sich nicht mehr halten.

## Sonstiges
In dieser Schlacht hat sich Scharnhorst erstmals ausgezeichnet. Er führte zwar als Titularhauptmann nur eine einzige reitende Batterie, ergriff aber aus eigener Initiative das Kommando über panikartig flüchtende Truppen und ermöglichte kaltblütig durch den effektvollen Beschuss eines gegnerischen Défilés einen geordneten Rückzug. Auf dem nächsten Posten des Rückzugs, der Stadt Menin, war ihm schon die gesamte Artillerie einschließlich der Festungsgeschütze unterstellt. Außerdem gelang es ihm, den zeitweilig gefangengenommenen Prinzen Adolph Friedrich, den zukünftigen Herzog von Cambridge, aus seiner misslichen Lage zu befreien.
Der Maler Eugène Louis Lami hat im 19. Jahrhundert ein Gemälde dieser Schlacht angefertigt.